# Ostrincola humesi
Ostrincola humesi is een eenoogkreeftjessoort uit de familie van de Myicolidae. De wetenschappelijke naam van de soort is voor het eerst geldig gepubliceerd in 1994 door Ho & Yoosukh.